# Les Raisins de la colère (film)
Pour les articles homonymes, voir Les Raisins de la colère (homonymie).
Pour plus de détails, voir Fiche technique et Distribution.
Les Raisins de la colère (The Grapes of Wrath) est un film américain réalisé par John Ford en 1940. C'est une adaptation du roman du même nom de John Steinbeck publié en 1939 et récompensé du prix Pulitzer l'année suivante. Le film a obtenu deux Oscars.

## Synopsis
Le film raconte l'histoire de la famille Joad, lors de la Grande Dépression aux États-Unis, conséquence de la crise économique de 1929 et le Dust Bowl dans le sud du pays. Il montre la vie des Américains poussés sur les routes et plongés dans la misère lorsqu'ils sont chassés de leurs terres par les banques qui prennent possession de leurs biens fonciers.
Ce sont d'honnêtes gens, qui ne cherchent ni la richesse ni la facilité, mais seulement un endroit pour vivre de leur travail et gagner honnêtement leur vie mais qui sont confrontés à la dureté des grands propriétaires qui ne pensent qu'à leur profit, au détriment de tout sentiment humain, et sont prêts à laisser des gens mourir de faim.

## Fiche technique
- Titre français : Les Raisins de la colère
- Titre original : The Grapes of Wrath
- Réalisation : John Ford
  - Réalisateur seconde équipe : Otto Brower (non crédité)
- Scénario : Nunnally Johnson, d'après le roman de John Steinbeck.
- Production : Darryl F. Zanuck
  - Producteur associé: Nunnally Johnson
- Direction artistique : Richard Day et Mark-Lee Kirk
- Décors : Thomas Little
- Costumes : Gwen Wakeling
- Maquillage : Charles Gemora et Gustaf Norin (non crédités)
- Photographie : Gregg Toland
  - Charles G. Clarke (seconde équipe, non crédité)
- Son : Roger Heman Sr., George Leverett et Edmund H. Hansen (non crédité)
  - Effets sonores : Robert Parrish (non crédité)
- Montage : Robert Simpson assisté de Robert Parrish (non crédité)
- Direction musicale : Alfred Newman
- Cascades : Jim Corey, Richard Farnsworth et Bob Reeves (non crédités)
- Illustrations promotionnelles : Thomas Hart Benton (non crédité)
- Société de production : Twentieth Century Fox
- Société de distribution : Twentieth Century Fox
- Budget : 750 000 $
- Pays de production :  États-Unis
- Format : noir et blanc - Ratio : 1.37:1 – 35 mm - son : mono (Western Electric Mirrophonic Recording [réf. souhaitée])
- Genre : drame
- Langue : anglais
- Durée : 129 minutes
- Dates de sortie : 
  - États-Unis : 
    - 24 janvier 1940 (première mondiale à New York)
    - 27 février 1940 (première à Los Angeles)
    - 15 mars 1940 (sortie nationale)

  - France : 31 décembre 1947
- Affiche : Constantin Belinsky (France)
- Affiche : Bernard Lancy (France)

## Distribution

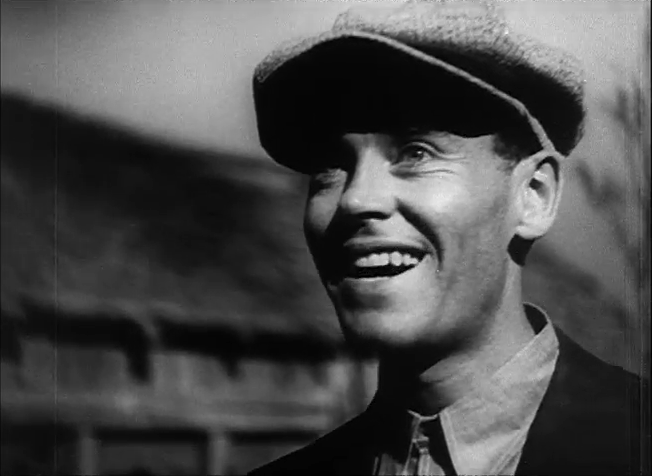
Henry Fonda dans le film.

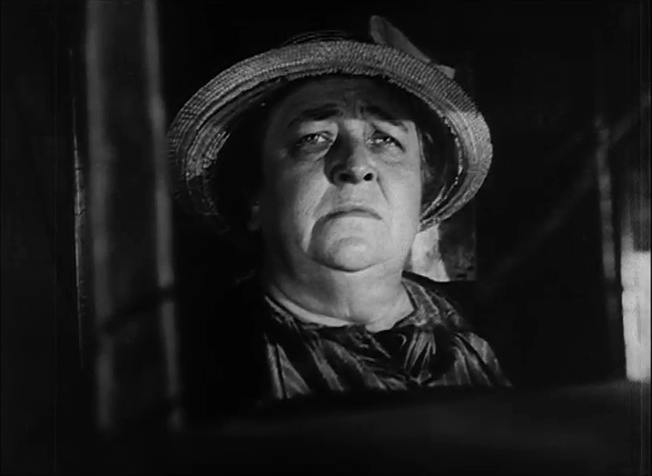
Jane Darwell.

- Henry Fonda (VF : Claude Péran) : Tom Joad
- Jane Darwell (VF : Germaine Michel) : « Ma » Joad
- John Carradine (VF : Maurice Lagrenée) : le révérend Jim Casy
- Charley Grapewin (VF : Jean Toulout) : « Granpa » Joad
- Dorris Bowdon (VF : Anne Sarignac) : Rosasharn Joad Rivers (Rose de Saron en V.F.)
- Russell Simpson (VF : Paul Ville) : Old Tom « Pa » Joad
- O. Z. Whitehead (VF : Michel André) : Al Joad
- John Qualen (VF : Marcel Lestan) : Muley Graves
- Eddie Quillan : Connie Rivers, mari de Rose de Saron
- Zeffie Tilbury : « Grandma » Joad
- Frank Sully : Noah Joad
- Frank Darien : Oncle John Joad
- Darryl Hickman : Winfield Joad
- Shirley Mills : Ruthie Joad
- Roger Imhof : Thomas
- Grant Mitchell (VF : Henri Ebstein) : le gardien du troisième camp
- Charles D. Brown (VF : Lucien Bryonne) : Wilkie
- John Arledge : Davis
- Ward Bond (VF : Pierre Leproux) : le policier à Needles
- Harry Tyler : Bert
- William Pawley (VF : Jean Clarieux) : Bill
- Charles Tannen : Joe
- Selmer Jackson : l'agent du contrôle
- Charles Middleton : le chef du barrage routier
- Eddy Waller : le propriétaire
- Paul Guilfoyle : Floyd
- Cliff Clark : un citadin
- Joe Sawyer : le contremaître du ranch Keene
- Frank Faylen : Tim
- Adrian Morris : le faux agent d'embauche
- Irving Bacon (VF : Jean Clarieux) : le camionneur
- Robert Homans : Spencer

Acteurs non crédités
- Wally Albright : le garçon qui se vante de manger du poulet
- Erville Alderson : un commerçant dans l'Arkansas
- Arthur Aylesworth : un père
- Trevor Bardette : Jule, un videur au bal
- Joe Bordeaux : un migrant
- George Breakston : un adolescent
- Harry Cording : un shérif
- Jim Corey : Buck Jackson, un guetteur au bal
- Gino Corrado : le cuisinier
- William Elmer : un migrant
- Pat Flaherty : un shérif
- James Flavin : un gardien
- Francis Ford : un migrant
- Emily Gerdes : une migrante
- William Haade : le shérif avec un fusil
- David Kirkland : un migrant
- Lillian Lawrence : une migrante
- Rex Lease : un flic
- Mae Marsh : l'épouse de Muley
- Scotty Mattraw : un migrant
- Walter McGrail : le chef de la bande
- Walter Miller : un garde à la frontière du Nouveau-Mexique
- Frank O'Connor : un shérif
- George O'Hara : un fonctionnaire
- Steve Pendleton et Robert Gottschall : les pompistes à Needles
- Jack Pennick : un assistant au camp
- Peggy Ryan : la fille affamée
- Lee Shumway : un shérif
- Harry Tenbrook : le shérif provocateur
- Tom Tyler : le shérif menottant Casy
- Charles West : un migrant
- Dan White : un pauvre homme marchant avec une femme dans le camp de transit
- Norman Willis : Joe, le tireur visant Floyd

## Récompenses
Oscars 1941 :
- Oscar du meilleur second rôle féminin pour Jane Darwell
- Oscar du meilleur réalisateur pour John Ford
- nomination de meilleur acteur pour Henry Fonda
- nomination du meilleur montage pour Robert L. Simpson
- nomination du meilleur film pour Darryl F. Zanuck et Nunnally Johnson
- nomination du meilleur son pour Edmund H. Hansen
- Nomination du meilleur scénario pour Nunnally Johnson

Autres récompenses :
- Prix du meilleur film décerné par le National Board of Review en 1940
- Prix du meilleur film décerné par le New York Film Critics Circle en 1940
- Prix du meilleur réalisateur pour John Ford décerné par le New York Film Critics Circle en 1940
- Prix du meilleur film étranger décerné par le Blue Ribbon [réf. souhaitée] en 1963
- BAFTA du meilleur montage décerné à Matthias Degoute [réf. souhaitée]

## Autour du film
Le film a connu une brève exploitation en URSS. Staline était en effet désireux d'exposer la misère résultant du capitalisme, mais les Soviétiques virent au contraire qu'en Amérique au plus fort d'une crise économique et écologique même les plus pauvres avaient une voiture.
John Steinbeck en voulut à Nunnally Johnson de ne pas avoir mis en lumière le mutualisme du roman.
James Stewart devait à l'origine jouer Al, avec Walter Brennan dans le rôle de « Pa » Joad.
En 2016 sort en salles une version restaurée du film de John Ford.

## Thèmes
Le film évoque la perte (matérielle et humaine) et le deuil, auxquels sont opposés l'espoir et le courage.
La progression dramatique renvoie symboliquement à un épisode biblique célèbre : l'exode vers la Terre Promise (ici la Californie).